# 河野日和
河野日和（日语：／ Kōno Hiyori，1998年6月21日—），日本女性聲優。FIRST WIND production所屬聲優。

## 人物
高中時代被稱讚有著「動畫的聲音」，後來在實際參訪養成所及專門學校時理解到錄音的樂趣，並決定成為聲優。
東京動畫學院專門學校出身。高中時代曾從事巫女的打工。
2018年6月開始是Marine ENTERTAINMENT所企劃的聲優團體「teaЯLove」的一員。
2020年1月1日加入FIRST WIND production。

## 出演作品

### 電視動畫
2017年
- 戀愛暴君（田徑隊員、女孩、泳衣女子）[7]
- 覆面系NOISE（觀眾）[8]

2018年
- 童話魔法使（露西）
- 爆肝工程師的異世界狂想曲（波奇）[9]
- 遙的接球（學生1）
- Planet With（妹、記者2、記者）
- GRAND BLUE碧藍之海（遊戲聲音B）
- 魔法律事務所（學生）
- Anima Yell!（秋常紺[10]）

2019年
- 約定的夢幻島（菲爾[11]）
- 一個人的○○小日子（二子乃繼、放送）
- 你遭難了嗎？（鈴森明日香）
- 彼方的阿斯特拉（女學生）
- 騷亂時節的少女們。（小野寺和紗[12]）
- 我不是說了能力要平均值嗎？（蕾妮[13]）
- 刺客守則（瑪歐、女僕、講師、少年、修女）
- 美妙射擊部（當麻亞子）

2020年
- A3！SEASON SPRING & SUMMER（皆木弦）
- Healin' Good ♥ 光之美少女（平光日向／閃爍天使）
- 繼怪怪守護神（脇坂若菜）
- 請問您今天要來點兔子嗎？ BLOOM（女性客人）

2021年
- 約定的夢幻島 第2期（克里斯提、菲爾）
- WIXOSS DIVA(A)LIVE（同班同學C、女學生C）
- 關於我轉生變成史萊姆這檔事 第2期（水谷希星）
- 戰鬥員派遣中！（女性A）
- 海賊王女（ハンナ）
- 橘色榮耀！（三原真理）

2022年
- 女忍者椿的心事（鳳仙花[14]）
- Healer Girl 歌癒少女（森嶋康史、會長）
- 這個僧侶有夠煩（艾莉）
- 惑星公主蜥蜴騎士（魔法瑪莉）
- 徹夜之歌（女僕A）

2023年
- 英雄王，為了窮盡武道而轉生～而後成為世界最強見習騎士♀～（普菈姆）

2024年
- 偶像大師 閃耀色彩（小宮果穗[15]）
- 偶像大師 閃耀色彩 2nd season（小宮果穗[16]）
- 魔法光源股份有限公司（銀次華[17]）

### 動畫電影
2020年
- 光之美少女 Miracle Leap 與大家不可思議的一天（平光日向／閃爍天使[18]）

2021年
- 電影 Healin' Good ♥ 光之美少女 夢想的小鎮心動不已！GoGo！大變身！！（平光日向／閃爍天使）

### 遊戲
2017年
- 問答RPG 魔法使與黑貓維茲（終端的處刑人托爾特[19]）
- 輝星的反叛（瑪麗·路易絲）
- 魔法氣泡大冒險!!（希爾達）
- SKYOVER[20]
- 白貓Project[21]
- Puyopuyo!! Quest[22]
- Fight League[23]

2018年
- 黑之騎士團（納塔夏、露比）
- 偶像大師 閃耀色彩（小宮果穗[24]）
- OCTOPATH TRAVELER
- 歷史調整者（淳）
- 龍星的瓦爾尼爾（柯賽蒂亞[25]）
- 天空艦隊（普雷西）
- 魔女異聞錄：伊絲塔利亞傳說（繆爾）
- 再見吧武器（［結晶理法］雷雷伊）

2019年
- BLACK STELLA（來栖柚子[26]）
- 繪師神之絆（洛克·霍姆[27]）
- 格林回音（約林德[28]）
- 怪物彈珠（幸魂）

2020年
- 偶像大師 星耀季節（小宮果穗[29]）
- 天華百劍-斬-（二銘則宗）
- 閃耀幻想曲（雛罌粟）
- LOST:SMILE memories + promises（與那嶺純）

2021年
- LOOPERS （晝田）[30]

2022年
- 緋染天空 Heaven Burns Red（丸山奏多）

2023年
- 宿命迴響（幻想即興曲）
- 忍者大師 閃亂神樂 NEW LINK（紅葉）

2024年
- 女神異聞錄3 Reload（大橋舞子）
- 碧藍幻想（四聖 休休庫）

### 廣播節目
- 指出毬亞與河野日和的「理」系廣播（2017年－2020年，NICONICO直播）[31]
- 東Ani網路廣播 （2018年，YouTube）[32]
- 偶像大師 閃耀色彩 振翅電台（2018年－，Asobi Store）每周輪替主持
- 約定的夢幻廣播（2019年－，動畫官方網站、YouTube）
- Radio Dottoai 河野日和的日和日和☀（2019年，AG-ON Premium、超!A&G+）[33]
- 河野日和與披薩邊（2019年，NICONICO直播）[34]
- 白石晴香與河野日和的「雙人廣播！！」（2020年3月，超!A&G+）[35]

### 其他
- LINE貼圖「偶像大師 閃耀色彩」（2019年，小宮果穗）
- Kimirano（諾艾兒·米爾福德）
- 麥當勞電視廣告「快樂兒童餐」Healin' Good ♥ 光之美少女 著色本篇（2020年，閃爍天使）

## 音樂CD

### 角色歌
| 發售日   | 商品名稱                                                                   | 演唱名義             | 歌曲                                            | 備註                              |
| -------- | -------------------------------------------------------------------------- | -------------------- | ----------------------------------------------- | --------------------------------- |
| 6月6日   | THE IDOLM@STER SHINY COLORS BRILLI@NT WING 01 Spread the Wings!!           | 閃耀色彩             | 「Spread the Wings!!」 「Multicolored Sky」     | 遊戲《偶像大師 閃耀色彩》主題曲   |
| 9月5日   | THE IDOLM@STER SHINY COLORS BRILLI@NT WING 04 夢咲きAfter school           | 放學後頂點女孩       | 「」 「」 「Spread the Wings!!」                | 遊戲《偶像大師 閃耀色彩》相關歌曲 |
| 12月19日 | THE IDOLM@STER SHINY COLORS SE@SONAL WINTER                                | 閃耀色彩             | 「SNOW FLAKES MEMORIES」 「Let's get a chance」 | 遊戲《偶像大師 閃耀色彩》相關歌曲 |
| 2019年   |                                                                            |                      |                                                 |                                   |
| 3月9日   | THE IDOLM@STER SHINY COLORS SOLO COLLECTION -1stLIVE FLY TO THE SHINY SKY- | 小宮果穗（河野日和） | 「」                                            | 遊戲《偶像大師 閃耀色彩》相關歌曲 |
| 4月10日  | THE IDOLM@STER SHINY COLORS FR@GMENT WING 01                               | 閃耀色彩             | 「Ambitious Eve」 「」                          | 遊戲《偶像大師 閃耀色彩》相關歌曲 |
| 7月10日  | THE IDOLM@STER SHINY COLORS FR@GMENT WING 04                               | 放學後頂點女孩       | 「」 「」 「Ambitious Eve」                     | 遊戲《偶像大師 閃耀色彩》相關歌曲 |
| 8月18日  | THE IDOLM@STER SHINY COLORS SOLO COLLECTION -SUMMER PARTY 2019-            | 小宮果穗（河野日和） | 「」                                            | 遊戲《偶像大師 閃耀色彩》相關歌曲 |
| 2020年   |                                                                            |                      |                                                 |                                   |
| 2月12日  | THE IDOLM@STER SHINY COLORS SWEET♡STEP                                     | 閃耀色彩             | 「SWEET♡STEP」 「Multicolored Sky」             | 遊戲《偶像大師 閃耀色彩》相關歌曲 |

### 其他參加樂曲
| 發售日   | 商品名稱 | 演唱名義 | 歌曲   | 備註                 |
| 2019年   | 2019年   | 2019年   | 2019年 | 2019年               |
| -------- | -------- | -------- | ------ | -------------------- |
| 3月31日  |          | teaRLove | 「」   | 《teaRLove》相關歌曲 |
| 4月28日  |          | teaRLove | 「」   | 《teaRLove》相關歌曲 |
| 6月30日  |          | teaRLove | 「」   | 《teaRLove》相關歌曲 |
| 9月28日  |          | teaRLove | 「」   | 《teaRLove》相關歌曲 |
| 12月15日 |          | teaRLove | 「」   | 《teaRLove》相關歌曲 |

### 组合成员
1. 1 2  櫻木真乃（關根瞳）、風野燈織（近藤玲奈）、八宮繚（峯田茉優）、月岡戀鐘（礒部花凜）、田中摩美美（菅沼千紗）、白瀨咲耶（八卷安奈）、三峰結華（成海瑠奈）、幽谷霧子（結名美月）、小宮果穗（河野日和）、園田智代子（白石晴香）、西城樹里（永井真里子）、杜野凜世（丸岡和佳奈）、有栖川夏葉（涼本秋穗）、大崎甘奈（黑木穗乃香）、大崎甜花（前川涼子）、桑山千雪（芝崎典子）
2. 1 2  小宮果穗（河野日和）、園田智代子（白石晴香）、西城樹里（永井真里子）、杜野凜世（丸岡和佳奈）、有栖川夏葉（涼本秋穗）
3. 1 2  櫻木真乃（關根瞳）、風野燈織（近藤玲奈）、八宮繚（峯田茉優）、月岡戀鐘（礒部花凜）、田中摩美美（菅沼千紗）、白瀨咲耶（八卷安奈）、三峰結華（成海瑠奈）、幽谷霧子（結名美月）、小宮果穗（河野日和）、園田智代子（白石晴香）、西城樹里（永井真里子）、杜野凜世（丸岡和佳奈）、有栖川夏葉（涼本秋穗）、大崎甘奈（黑木穗乃香）、大崎甜花（前川涼子）、桑山千雪（芝崎典子）、芹澤朝日（田中有紀）、黛冬優子（幸村惠理）、和泉愛依（北原沙彌香）
4. ↑  赤尾光、桶谷菜穗、小野寺瑠奈、河野日和、櫻木夕、關根瞳、高橋菜菜美、廣瀨世華、福積沙耶、丸岡和佳奈

## 外部連結
- 事務所官方簡歷 （页面存档备份，存于）（日語）
- 河野日和的X（前Twitter）（日語）